# Hirschbach im Mühlkreis
Hirschbach im Mühlkreis là một đô thị ở huyện Freistadt bang Oberösterreich, nước Áo. Đô thị này có diện tích 23,6 km², dân số thời điểm ngày 31 tháng 12 năm 2005 là 1153 người..